# Katarzyna Bachleda-Curuś
Katarzyna Bachleda-Curuś (n. 1 ianuarie 1980, Sanok, województwo krośnieńskie⁠(d), Polonia) este o sportivă ce a reprezentat Polonia, medaliată olimpică. A participat la 4 ediții ale Jocurilor Olimpice (2002, 2006, 2010, 2014) în care a câștigat o medalie de argint și o medalie de bronz.